# Diccionariu de la Llingua Asturiana
El Diccionariu de la Llingua Asturiana, també conegut per les seves sigles «DALLA», (en català: Diccionari de la Llengua Asturiana) és el diccionari normatiu de l'asturià fet per l'Acadèmia de la Llengua Asturiana al llarg de molts anys i finat el 30 de juny de 2000, publicat la primera edició el 15 de novembre de 2000.
En ell havien treballat moltes persones però sobretot tres: Xosé Lluis García Arias, Ana María Cano González i Ramón d'Andrés Díaz. Després de la publicació, el president de l'acadèmia va dimitir, deixant pas a Ana Cano al considerar acabats els treballs bàsics de la normativització de l'asturià després de la publicació de les Normes ortográfiques del asturianu el 1981 i la Gramática de la Llingua Asturiana el 1998.
El Diccionari té en les seves 1.300 pàgines unes 50.000 entrades. Pot consultar-se lliurement a la xarxa, des de la pàgina web de l'Acadèmia.